# Raphe Malik
Raphe Malik (eigentlich Laurence Mazel, *  1. November 1948 in Cambridge (Massachusetts); † 8. März 2006 in Guilford (Vermont)) war ein US-amerikanischer Free Jazz-Trompeter.

## Leben und Wirken
Malik wuchs in der Umgebung von Boston auf; in seinen Jugendjahren spielte er in Bostoner Clubs Rhythm & Blues. Er studierte von 1966 bis 1970 an der University of Massachusetts; danach ging er nach Paris, wo er mit dem Saxophonisten Frank Wright und Mitgliedern des Art Ensemble of Chicago spielte. Nach seiner Rückkehr in die USA studierte er am Antioch College in Ohio, wo er Cecil Taylor, Jimmy Lyons und Andrew Cyrille begegnete. Seit den 1970er Jahren arbeitete Malik dann mit Cecil Taylor in dessen Formationen zusammen; 1974 trat er mit Taylors Big Band in der New Yorker Carnegie Hall auf. Malik wirkte an zahlreichen Aufnahmen der 1970er Jahre mit, wie dem in Quintettbesetzung aufgenommenen Enja-Album Dark to Themselves (1976) und dem Album Cecil Taylor Unit (1978), und ging mit ihm mehrmals auf Tourneen nach Europa.
In den 1980er Jahren arbeitete er nur noch sporadisch mit Taylor zusammen. 1983 wirkte er an Jimmy Lyons Album Wee Sneezawee auf dem Black Saint-Label mit; in den 1980er Jahren leitete er auch ein eigenes Quintett in der Gegend von Boston. 1992 heiratete er Marguerite Serkin; das Paar zog nach Vermont, wo er am Bennington College unterrichtete.
In den 1990er Jahren arbeitete Malik weiter mit eigenen Formationen und nahm Alben u. a. für die Label Free Music Production, Mapleshade und Eremite auf, bei denen er mit Rashid Bakr, Glenn Spearman, Sabir Mateen, Dennis Charles und William Parker arbeitete. Außerdem spielte er in der Band des Bostoner Schlagzeuger Dennis Warren, dem Full Metal Revolutionary Jazz Ensemble und wirkte an Aufnahmen von Glenn Spearman (Free Worlds, 1995), Paul Flaherty und an dem John Coltrane-Projekt des Rova Saxophone Quartet mit (John Coltrane's Ascension). 2001 spielte er in Alan Silvas Sound Visions Orchestra .
Eine seiner letzten Aufnahmen vor seinem Tod 2006 war das Trioalbum Sympathy (2002) mit Joe McPhee und Donald Robinson.
Der Kritiker Chris Kelsey zählt Malik zu den wenigen Trompetern, die Cecil Taylors hochenergetisches Spiel auf der Trompete ausführten.

## Diskographische Hinweise
- Live at the 1369 Jazz Club (Boxholder, 1984) mit Frank Wright, William Parker
- 21st Century Texts (FMP, 1991)
- Sirens Swet and Slow (Outsounds, 1994)
- The Short Form (Eremite, 1996)
- Consequences (Eremite, 1997)
- Storyline (Boxholder, 1998) mit Cecil McBee, Cody Moffett
- Looking East: A Suite in Three Parts (Boxholder, 1999)
- Companions (Eremite, 1998) mit Glenn Spearman, William Parker, Paul Murphy
- Speak Easy (Le systeme, 2001) solo
- Sympathy (Boxholder, 2002) mit Joe McPhee und Donald Robinson